# Yuriko Mizuma
Yuriko Mizuma (水間 百合子 Mizuma Yuriko?), född 22 juli 1970, är en japansk tidigare fotbollsspelare.
Yuriko Mizuma debuterade för japans landslag den 5 maj 1990 i en 5–0-vinst över Sydkorea. Hon spelade 22 landskamper för det japanska landslaget. Hon deltog bland annat i fotbolls-VM 1991.